# コール・ハメルズ
コルバート・マイケル・ハメルズ（Colbert Michael Hamels, 英語発音: [koʊl ˈhæməlz]; 1983年12月27日 - ）は、アメリカ合衆国カリフォルニア州サンディエゴ出身の元プロ野球選手（投手）。左投左打。
妻のハイジはPLAYBOY2003年8月号のプレイメイトを務めた。
愛称はフィラデルフィア・フィリーズ在籍時にジミー・ロリンズが名付けたハリウッド。

## 経歴

### プロ入り前
ランチョ・バーナード高等学校在学中の2001年は左肩の上腕骨の故障で野球をすることができなかったが、2002年に10勝0敗、防御率0.39を記録。

### プロ入りとフィリーズ時代

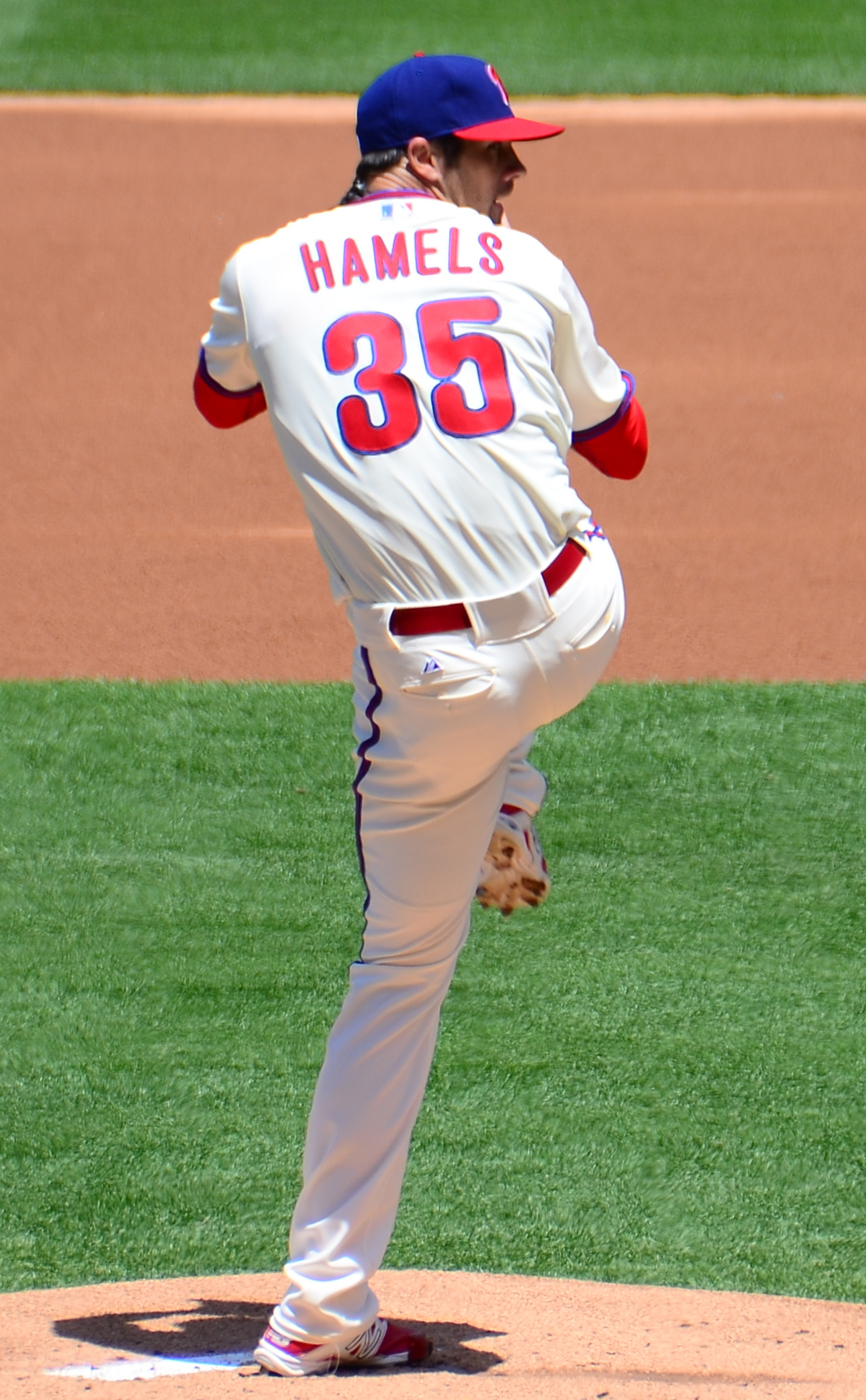
フィラデルフィア・フィリーズ時代
（2014年6月1日）

2002年6月のMLBドラフト1巡目（全体17位）でフィラデルフィア・フィリーズから指名され、8月に契約金200万ドルで入団。
2003年、A級レイクウッド・ブルークロウズでプロデビュー。7月の後半にはA+級のクリアウォーター・フィリーズに昇格。両チーム合計18試合の先発登板で6勝3敗、防御率1.34を記録。シーズン終了後、フィリーズ傘下の最優秀マイナー投手（"Paul Owens Award"）に選出され、ベースボール・アメリカ誌の有望株ランキングではフィリーズ傘下での最高評価を受けた。
しかし、2004年から2005年にかけては怪我により登板数は10にとどまり、2005年開幕前には左手の手術を受けている。2005年シーズン終了後に発表されたベースボール・アメリカ誌の有望株ランキングでは2年ぶりにフィリーズ傘下での最高評価を受けた。
2006年はA+級クリアウォーターとAAA級のスクラントン・ウィルクスバリ・レッドバロンズで3勝1敗、防御率1.04を記録し、5月10日にGMのパット・ギリックから2日後にメジャー初登板することが発表される。発表通り5月12日にメジャー昇格を果たし、同日のシンシナティ・レッズ戦でメジャーデビュー。デビュー戦の注目は高く「1948年のロビン・ロバーツ以来、最も話題を呼んだ初登板」という声もあった。5月19日から左肩を痛め15日間の故障者リスト入り。故障からの復帰戦となった6月6日のアリゾナ・ダイヤモンドバックス戦でメジャー初勝利を記録。メジャー初勝利後、4連敗を喫したが、その後は8勝4敗で、メジャー1年目を9勝8敗、奪三振は145と投球回を上回る奪三振を記録しメジャー1年目を終えた。
2007年は開幕からメジャーに定着し、4月21日のレッズ戦では自己最多の15奪三振でメジャー初完投を記録。前半戦で10勝を挙げ、オールスターに初出場を果たした。8月にひじを痛め、30日以上登板機会がなったにもかかわらず、防御率3.39、15勝、177奪三振でチーム三冠を達成し、サイ・ヤング賞の投票では6位タイ。
2008年は5月25日と31日の2試合の登板で9.2イニングを投げ、13失点とスランプに陥ったが、6月5日のレッズ戦で完封勝利。「この勝ちは大きい」と試合後に自画自賛した好投でスランプを脱出。勝ち星は前年を下回る14勝だったが、防御率・奪三振・WHIPなどは前年を上回る成績を記録。WHIP1.082はリーグ1位、投球回数227.1イニングはリーグ2位、月間防御率は5月下旬にスランプに陥り5月は4点台だったが、それ以外の月はすべて2点台と安定した投球。ロン・ダーリングが「打者の目前で死んだように止まる」と評したチェンジアップがポストシーズンで威力を発揮。リーグチャンピオンシップシリーズと2008年のワールドシリーズでそれぞれ初戦と王手のかかった第5戦に登板。勝利に貢献し、両シリーズでMVPを受賞した。
2009年、メジャーで3シーズンを過ごしたことで年俸調停権を得たが調停は避け、1月18日に3年総額2050万ドルの契約に合意。レギュラーシーズンでは開幕から不振が続き、10勝11敗と初めて負け越した。
2010年は復調し、208.1イニングを投げて初の大台突破となる211奪三振を記録。特にチェンジアップの空振り率は47.7%と両リーグトップを記録した（MLB平均は29.9%）。
2012年7月24日、翌年からの6年総額1億4400万ドルで契約延長した。総額はCC・サバシアの7年総額1億6100万ドルに次いで投手では当時歴代2位の大型契約で、7年目は2400万ドルのオプションがつく。
2014年3月27日に上腕二頭筋腱炎で、15日間の故障者リスト入りした。9月1日のアトランタ・ブレーブス戦、6イニングを無安打無失点、5四球、1死球、7奪三振、108球で降板し、残るイニングをジェイク・ディークマン、ケン・ジャイルズ、ジョナサン・パペルボンが全打者をアウトに打ち取り、継投によるノーヒットノーランを達成した。
2015年7月25日のシカゴ・カブス戦、2四球、13奪三振、129球でノーヒットノーランを達成した。20試合に先発登板し、防御率3.64、WHIP1.18という投球を見せていたが、勝ち運に恵まれず、6勝7敗と負け越した。

### レンジャーズ時代

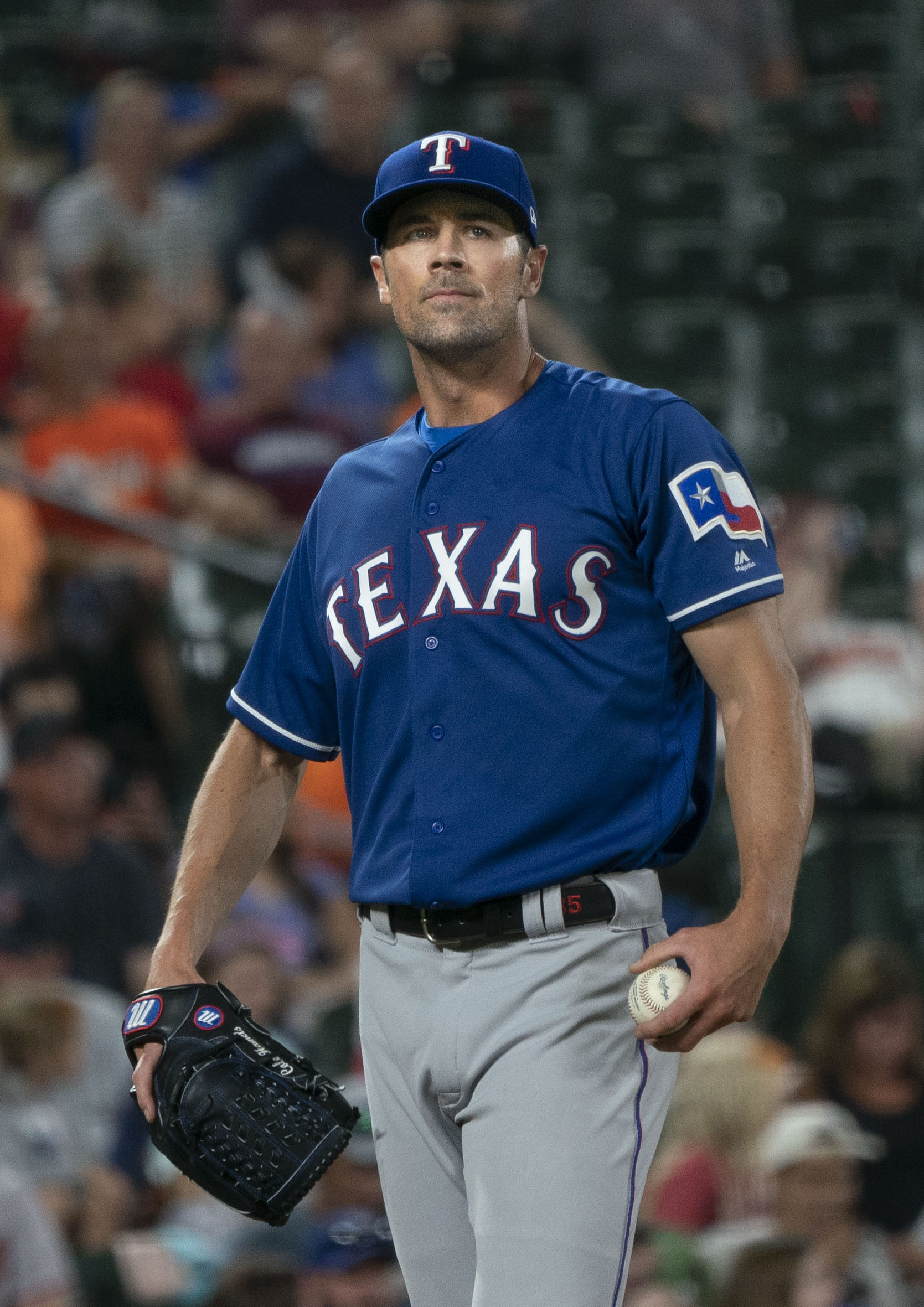
テキサス・レンジャーズ時代
（2018年7月13日）

2015年7月31日にマット・ハリソン、ニック・ウィリアムズ、ホルヘ・アルファーロ、ジェイク・トンプソン、ジェラッド・アイコフ、アレク・アッシャーとのトレードで、ディークマンと共にテキサス・レンジャーズへ移籍。10月4日、マジック1で迎えたロサンゼルス・エンゼルス・オブ・アナハイムとのレギュラーシーズン最終戦で、移籍後初となる完投勝利で貢献し、チームの地区優勝を決めた。なお、移籍後は12試合に先発登板し、防御率は移籍前よりわずかに上昇したが、7勝1敗と勝ち星を荒稼ぎした。また、通算300先発登板を達成している。この年の通算成績は、32試合に先発で投げて防御率3.65、13勝8敗、212.1イニングで62与四球、215奪三振という内容であり、通年で見ると3年ぶりの2桁勝利だった。
2016年6月12日のシアトル・マリナーズ戦で通算2000奪三振を達成した。シーズンでは32試合に先発登板し、15勝5敗、防御率3.32、奪三振200を記録。エースとして2年連続地区優勝を果たしたチームを引っ張った。しかし、トロント・ブルージェイズとのディビジョンシリーズでは、第1戦に先発登板したものの3.1イニングを7失点で敗戦投手となり、チームも0勝3敗で敗退した。また、2007年以降3.0以下だった与四球率が、このシーズンは3.5と悪化した。
2017年は5月3日に脇腹の負傷で故障者リスト入りした。6月末に復帰したが、9月に防御率5.09と調子を崩し、24試合の先発登板で11勝6敗、防御率4.20、148.0イニングと2009年以来の防御率4点台・ルーキーイヤー以来となる規定投球回未達に終わった。
2018年は7月までに20試合に先発登板したが、5勝9敗、防御率4.72と調子を落としていた。

### カブス時代
2018年7月27日にエディ・バトラー、ローリー・レイシー及び後日発表選手とのトレードで、カブスへ移籍した。移籍後は12試合に先発登板し、4勝3敗、防御率2.36と安定感を取り戻したが、シーズン通算では9勝12敗、防御率3.78、190.2イニングと規定投球回をクリアする一方、3年連続の2桁勝利は逃した。
2019年は6月末に故障者リスト入りしたが、27試合の先発登板で7勝7敗、防御率3.81だった。8月14日には初めて古巣フィリーズの本拠地シチズンズ・バンク・パークに凱旋し、第1打席にスタンディングオベーションで迎えられた。オフにFAとなった。

### ブレーブス時代
2019年12月4日にアトランタ・ブレーブスと1800万ドルの1年契約を結んだ。メジャーデビュー以降、14年間使用していた背番号「35」はブレーブスではフィル・ニークロの永久欠番であった為、「32」を使用する。
2020年は怪我に苦しみわずか1試合の登板に留まり、オフの11月1日にFAとなった。

### ブレーブス退団後
2021年は無所属のまま過ごしていたが、8月4日にロサンゼルス・ドジャースと100万ドルの1年契約を結んだ。オプションとして先発登板1試合ごとに20万ドルの出来高が含まれる。しかし、7日の練習中に左腕を痛めて60日間の故障者リスト入りし、登板することはなかった。オフの11月3日にFAとなった。
2022年はどの球団にも所属しなかった。

### パドレス傘下時代
2023年2月16日にサンディエゴ・パドレスとマイナー契約を結んだ。メジャーに昇格した場合は200万ドルが年俸として支払われる。しかし故障のためマイナーでも登板機会がないまま、8月4日に現役引退を発表した。

## 選手としての特徴
スリークォーターで、投げた後に左足を大きく上げるのが特徴。
最速96.7mph（約156km/h）・平均92mph（約148km/h）の速球（フォーシーム・ツーシーム）を中心に、平均84mph（約135km/h）のチェンジアップ、平均77mph（約124km/h）のカーブ、平均88mph（約142km/h）のカッターを使用する。チェンジアップやカーブで三振を奪うピッチングスタイル。

## 詳細情報

### 年度別投手成績
| 年 度     | 球 団     | 登 板 | 先 発 | 完 投 | 完 封 | 無 四 球 | 勝 利 | 敗 戦 | セ 丨 ブ | ホ 丨 ル ド | 勝 率 | 打 者 | 投 球 回 | 被 安 打 | 被 本 塁 打 | 与 四 球 | 敬 遠 | 与 死 球 | 奪 三 振 | 暴 投 | ボ 丨 ク | 失 点 | 自 責 点 | 防 御 率 | W H I P |
| --------- | --------- | ----- | ----- | ----- | ----- | -------- | ----- | ----- | -------- | ----------- | ----- | ----- | -------- | -------- | ----------- | -------- | ----- | -------- | -------- | ----- | -------- | ----- | -------- | -------- | ------- |
| 2006      | PHI       | 23    | 23    | 0     | 0     | 0        | 9     | 8     | 0        | 0           | .529  | 558   | 132.1    | 117      | 19          | 48       | 4     | 3        | 145      | 5     | 0        | 66    | 60       | 4.08     | 1.25    |
| 2007      | PHI       | 28    | 28    | 2     | 0     | 1        | 15    | 5     | 0        | 0           | .750  | 743   | 183.1    | 163      | 25          | 43       | 4     | 3        | 177      | 5     | 0        | 72    | 69       | 3.39     | 1.12    |
| 2008      | PHI       | 33    | 33    | 2     | 2     | 0        | 14    | 10    | 0        | 0           | .583  | 914   | 227.1    | 193      | 28          | 53       | 7     | 1        | 196      | 0     | 0        | 89    | 78       | 3.09     | 1.08    |
| 2009      | PHI       | 32    | 32    | 2     | 2     | 1        | 10    | 11    | 0        | 0           | .476  | 814   | 193.2    | 206      | 24          | 43       | 4     | 5        | 168      | 1     | 0        | 95    | 93       | 4.32     | 1.29    |
| 2010      | PHI       | 33    | 33    | 1     | 0     | 0        | 12    | 11    | 0        | 0           | .522  | 856   | 208.2    | 185      | 26          | 61       | 5     | 8        | 211      | 3     | 0        | 74    | 71       | 3.06     | 1.18    |
| 2011      | PHI       | 32    | 31    | 3     | 0     | 1        | 14    | 9     | 0        | 0           | .609  | 850   | 216.0    | 169      | 19          | 44       | 2     | 5        | 194      | 3     | 3        | 68    | 67       | 2.79     | 0.99    |
| 2012      | PHI       | 31    | 31    | 2     | 2     | 1        | 17    | 6     | 0        | 0           | .739  | 867   | 215.1    | 190      | 24          | 52       | 3     | 3        | 216      | 3     | 2        | 80    | 73       | 3.05     | 1.12    |
| 2013      | PHI       | 33    | 33    | 1     | 0     | 0        | 8     | 14    | 0        | 0           | .364  | 905   | 220.0    | 205      | 21          | 50       | 5     | 9        | 202      | 4     | 0        | 94    | 88       | 3.60     | 1.16    |
| 2014      | PHI       | 30    | 30    | 0     | 0     | 0        | 9     | 9     | 0        | 0           | .500  | 829   | 204.2    | 176      | 14          | 59       | 3     | 8        | 198      | 6     | 1        | 60    | 56       | 2.46     | 1.15    |
| 2015      | PHI       | 20    | 20    | 1     | 1     | 1        | 6     | 7     | 0        | 0           | .462  | 537   | 128.2    | 113      | 12          | 39       | 3     | 6        | 137      | 7     | 2        | 53    | 52       | 3.64     | 1.18    |
| 2015      | TEX       | 12    | 12    | 1     | 0     | 0        | 7     | 1     | 0        | 0           | .875  | 343   | 83.2     | 77       | 10          | 23       | 0     | 4        | 78       | 2     | 2        | 35    | 34       | 3.66     | 1.20    |
| '15計     | TEX       | 32    | 32    | 2     | 1     | 1        | 13    | 8     | 0        | 0           | .619  | 880   | 212.1    | 190      | 22          | 62       | 3     | 10       | 215      | 9     | 4        | 88    | 86       | 3.65     | 1.19    |
| 2016      | TEX       | 32    | 32    | 0     | 0     | 0        | 15    | 5     | 0        | 0           | .750  | 848   | 200.2    | 185      | 24          | 77       | 1     | 8        | 200      | 4     | 1        | 83    | 74       | 3.32     | 1.31    |
| 2017      | TEX       | 24    | 24    | 1     | 0     | 0        | 11    | 6     | 0        | 0           | .647  | 614   | 148.0    | 125      | 18          | 53       | 1     | 11       | 105      | 6     | 0        | 74    | 69       | 4.20     | 1.20    |
| 2018      | TEX       | 20    | 20    | 0     | 0     | 0        | 5     | 9     | 0        | 0           | .357  | 502   | 114.1    | 115      | 23          | 42       | 0     | 12       | 114      | 6     | 2        | 70    | 60       | 4.72     | 1.37    |
| 2018      | CHC       | 12    | 12    | 1     | 0     | 0        | 4     | 3     | 0        | 0           | .571  | 304   | 76.1     | 61       | 6           | 23       | 0     | 7        | 74       | 1     | 1        | 23    | 20       | 2.36     | 1.10    |
| '18計     | CHC       | 32    | 32    | 1     | 0     | 0        | 9     | 12    | 0        | 0           | .429  | 806   | 190.2    | 176      | 29          | 65       | 0     | 19       | 188      | 7     | 3        | 93    | 80       | 3.78     | 1.26    |
| 2019      | CHC       | 27    | 27    | 0     | 0     | 0        | 7     | 7     | 0        | 0           | .500  | 617   | 141.2    | 141      | 17          | 56       | 1     | 7        | 143      | 1     | 0        | 64    | 60       | 3.81     | 1.39    |
| 2020      | ATL       | 1     | 1     | 0     | 0     | 0        | 0     | 1     | 0        | 0           | .000  | 14    | 3.1      | 3        | 0           | 1        | 0     | 0        | 2        | 0     | 0        | 3     | 3        | 8.10     | 1.20    |
| MLB：15年 | MLB：15年 | 423   | 422   | 17    | 7     | 5        | 163   | 122   | 0        | 0           | .572  | 11115 | 2698.0   | 2424     | 310         | 767      | 43    | 100      | 2560     | 57    | 14       | 1103  | 1027     | 3.43     | 1.18    |

- 各年度の太字はリーグ最高

### 年度別守備成績
| 年 度 | 球 団 | 投手（P） | 投手（P） | 投手（P） | 投手（P） | 投手（P） | 投手（P） |
| 年 度 | 球 団 | 試 合     | 刺 殺     | 補 殺     | 失 策     | 併 殺     | 守 備 率  |
| ----- | ----- | --------- | --------- | --------- | --------- | --------- | --------- |
| 2006  | PHI   | 23        | 4         | 20        | 0         | 0         | 1.000     |
| 2007  | PHI   | 28        | 6         | 22        | 1         | 0         | .966      |
| 2008  | PHI   | 33        | 11        | 33        | 3         | 3         | .936      |
| 2009  | PHI   | 32        | 7         | 27        | 0         | 0         | 1.000     |
| 2010  | PHI   | 33        | 10        | 26        | 1         | 2         | .973      |
| 2011  | PHI   | 32        | 11        | 22        | 1         | 4         | .971      |
| 2012  | PHI   | 31        | 10        | 25        | 4         | 0         | .897      |
| 2013  | PHI   | 33        | 9         | 29        | 1         | 0         | .974      |
| 2014  | PHI   | 30        | 6         | 26        | 0         | 1         | 1.000     |
| 2015  | PHI   | 20        | 5         | 20        | 2         | 0         | .926      |
| 2015  | TEX   | 12        | 5         | 5         | 0         | 1         | 1.000     |
| '15計 | TEX   | 32        | 10        | 25        | 2         | 1         | .946      |
| 2016  | TEX   | 32        | 9         | 18        | 3         | 0         | .900      |
| 2017  | TEX   | 24        | 10        | 15        | 3         | 1         | .893      |
| 2018  | TEX   | 20        | 2         | 8         | 1         | 2         | .909      |
| 2018  | CHC   | 12        | 6         | 9         | 0         | 0         | 1.000     |
| '18計 | CHC   | 32        | 8         | 17        | 1         | 2         | .962      |
| 2019  | CHC   | 27        | 2         | 18        | 1         | 0         | .952      |
| 2020  | ATL   | 1         | 0         | 0         | 0         | 0         | ----      |
| MLB   | MLB   | 423       | 113       | 323       | 21        | 14        | .954      |

- 各年度の太字はリーグ最高

### 表彰
- ワールドシリーズMVP：1回（2008年）
- リーグチャンピオンシップシリーズMVP：1回（2008年）
- ベーブ・ルース賞：1回（2008年）
- ピッチャー・オブ・ザ・マンス：1回（2018年8月）

### 記録
- MLBオールスターゲーム選出：4回（2007年、2011年 - 2012年、2016年）
- ノーヒットノーラン：1回（2015年7月25日、対シカゴ・カブス戦）
- 継投によるノーヒットノーラン：1回（2014年9月1日、対アトランタ・ブレーブス戦）

### 背番号
- 35（2006年 - 2019年）
- 32（2020年）